# كارغليفن (أنغلزي)
كارغليفن (بالإنجليزية: Carreglefn)‏ هي قرية تقع في المملكة المتحدة في ويلز.